# Кожикоде (округ)
Ко́жикоде (малаял. കോഴിക്കോട് ജില്ല; англ. Kozhikode), прежнее название — Ка́ликут (англ. Calicut) — округ в индийском штате Керала. Образован 1 января 1957 года. Административный центр — город Кожикоде. Площадь округа — 2345 км².

## Население
По данным всеиндийской переписи 2001 года население округа составляло 2 878 498 человек. Уровень грамотности взрослого населения составлял 92,2 %, что значительно выше среднеиндийского уровня (59,5 %). Доля городского населения составляла 38,2 %.
Индуизм исповедуют 58,79 % населения округа; ислам — 38,37 %; христианство — 2,7 %; джайнизм — 0,06 %.